# 曲石仏
曲石仏（まがりせきぶつ）は、大分県大分市曲にある磨崖仏。「曲石仏 附 双塔（五輪塔）磨崖連碑」として、大分県の史跡に指定されている。
釈迦堂と呼ばれる、間口約2.8m、高さ約6m、奥行約7mの大きな石窟の奧壁正面に、丸彫りに近い如来座像（像高3m）が南面して安置されている。この像は、釈迦如来像と伝えられているが、損傷のため詳細は不詳であり、阿弥陀如来像、大日如来像とする説もある。頭首部、胸部、腰部、腕部、膝部の5つの部分の石材を別個に彫って、ひとつに組合わせるという、木造仏での寄木造りと同様の手法で造られている。平安時代末期の作とされる。
石窟入口の両袖には持国天（向かって左）、多聞天（向かって右）が半肉彫りで刻まれている。これらは鎌倉時代の作とされる。
また、石窟の左隣には扇形の龕があり、阿弥陀如来像（高さ194cm（台座とも））を中心に、観音菩薩、勢至菩薩の立像（高さ160cm（台座とも））を脇侍とする丸彫りに近い三尊の磨崖仏がある。これらは室町時代の作とされる。
さらに、釈迦堂に向かって右斜め上には、高さ約1.7mの石窟が2つあり、五輪塔、七基連碑の板碑などが彫られている。